# Incident of patroon
De verkenning Incident of patroon is een rapport dat op verzoek van de Nederlandse minister van Justitie en Veiligheid Ferdinand Grapperhaus (CDA) in het voorjaar van 2018 werd opgesteld door het ministerie van Veiligheid en Justitie nadat hij kennis had gekregen van het artikel 'Als insinuaties feiten worden' uit De Groene Amsterdammer.
Er werd geen ruchtbaarheid gegeven aan de verkenning. Pas nadat een journalist van KRO-NCRV een Wob-verzoek had ingediend kwam de verkenning boven water. Substantiële onderdelen van de verkenning, zoals de onderzoeksvraag, bleken te zijn weggelakt.  

## Inhoud
De verkenning gaat over het handelen van jeugdhulpinstanties en de justitieketen in jeugdbeschermingscasus. In de verkenning worden twee kernvraagstukken beschreven, namelijk:
- “Hoe kan aan de voorkant, dus al bij de allereerste processtappen naar aanleiding van signalen van vermeende kindermishandeling, meer gerichtheid bewerkstelligd worden op objectiviteit, feitelijkheid en waarheidsvinding” (hierna: waarheidsvinding bij de allereerste processtappen)?
- “Hoe kan er meer aandacht komen in de kinderbeschermingsketen voor 'Integriteit van het meldingensysteem', dus fouten signaleren, herstellen en dit herstel ook doorvoeren in de keten van dossiers” (hierna: integriteit van het meldingensysteem)?

Geconcludeerd wordt dat deze twee vraagstukken een meer dan incidenteel karakter hebben en niet uniek zijn en dat had als zodanig ook onder de aandacht is van de Tweede Kamer en het ministerie van J&V (en VWS). Deze partijen lijken daarbij vooral gewicht toe te kennen aan het vraagstuk van de "Waarheidsvinding bij de allereerste processtappen" en in mindere mate beleid en acties inzet op het vraagstuk van de "Integriteit van het meldingen-systeem".  
Er zou een benadering gemaakt kunnen worden die indiceert dat het ten minste vele tientallen tot wellicht enkele honderden van dergelijke "fout-persistente" gevallen per jaar betreft, hetgeen enkele promilles van het totaal aantal kindermishandelingen per jaar zou betreffen. 

## Landelijke aandacht
Op 23 juni 2021 verscheen er een artikel over de handelswijze van het ministerie rond de verkenning in de NRC. Naar aanleiding van dit artikel werden door diverse partijen in de Tweede Kamer Kamervragen gesteld.
Op 6 juli 2021 antwoordde minister voor Rechtsbescherming Sander Dekker aan de Tweede Kamer dat de methode van de verkenning naar zijn mening niet de juiste manier was om tot beantwoording van een bredere stelselvraag te komen. Er zou met een te beperkt aantal personen gesproken zijn. Bovendien zou niet gekeken zijn naar de aard van deze zaken en of deze personen in het gelijk waren gesteld. Hierdoor kon zijn inziens niet worden vastgesteld of betrokkenen in deze zaken een terecht punt hadden.

## Wob
Uit de brief van de minister d.d. 6 juli 2021 bleek ook dat een wob-verzoek is gedaan naar de gang van zaken rond 'incident of patroon'. Op 12 oktober bericht de minister aan de kamer dat de beslissing op dit Wob-verzoek op 7 oktober jl. verzonden is aan de Wob-verzoeker en overige belanghebbenden, maar dat naar aanleiding daarvan een bezwaarschrift is ingediend en een voorlopige voorziening is aangevraagd bij de rechtbank.